# Mohamed Ben Lazhar
Mohamed Ben Lazhar Salah (arab. ‏محمد بن لزهر‎, ur. 19 maja 1929 w Douadirii) – tunezyjski lekkoatleta, chodziarz.
Podczas igrzysk olimpijskich w Rzymie (1960) został zdyskwalifikowany w chodzie na 20 kilometrów, a w chodzie na 50 kilometrów był 26. z czasem 5:07:57,4. 

## Rekordy życiowe
- Chód na 20 kilometrów – 1:50:00 (1960)
- Chód na 50 kilometrów – 5:07:58 (1960)